# Ordinary People (film)
Ordinary People is een Amerikaanse film uit 1980 van Robert Redford, die met deze film zijn regiedebuut maakte. Het is een psychologisch getint drama over een gezin dat de dood van een gezinslid moet verwerken. De film is gebaseerd op het gelijknamige boek van Judith Guest. In de hoofdrollen zien we Timothy Hutton en Donald Sutherland.

## Verhaal
Conrad Jarrett is net ontslagen van een behandeling in een psychiatrische kliniek. Hij was opgenomen vanwege een poging tot zelfdoding vier maanden tevoren. De terugkeer in zijn oude wereld is niet succesvol. Conrad is vervreemd geraakt van zijn schoolvrienden en is vijandig naar zijn ouders, met name naar zijn moeder. Zijn bezorgde vader stelt voor dat hij zijn behandeling voortzet bij een psychiater. Conrad gaat akkoord en maakt een afspraak met dr. Berger. Berger komt er beetje bij beetje achter dat Conrad nog altijd lijdt onder de dood van zijn broer Buck, die omkwam bij een ongeluk met een zeilboot. Conrad heeft het gevoel dat hij beter had kunnen sterven omdat Buck veel populairder was dan hij. De atletische Buck was de publiekslieveling van de omgeving. Ook de moeder van Conrad en Buck, Beth, gaf meer om haar oudste zoon. Terwijl Conrads vader, Calvin, wanhopig probeert om zijn depressieve zoon weer bij het gezin te betrekken, is Beth ronduit kil tegenover haar jongste zoon. Beth heeft haar eigen manier om om te gaan met het verlies, ze legt steeds meer de nadruk op perfectie en het normaal door laten gaan van taken en verplichtingen. Ze vliegt tegen het plafond als Conrad zich terugtrekt uit de zwemploeg op school en dit niet thuis vertelt. Dr. Berger probeert Conrad om te laten gaan met zijn emoties en heeft enig succes. Conrad begint om te gaan met Jeannine die hij kent van het koor. Het prille herstel wordt echter de grond in geboord als een vriendin van Conrad zelfmoord pleegt. Hij zakt weg in gewelddadigheid en slaat een medestudent die hem plaagt. Ook zijn discussies met zijn moeder worden heftiger. Conrad verwijt zijn moeder dat ze een duidelijke voorkeur voor Buck heeft. Het is weer dr. Berger die te hulp schiet. Hij leert Conrad om zijn moeder te accepteren zoals ze is en tegelijkertijd dat hij zich niet schuldig moet voelen om de dood van Buck. Ook Calvin krijgt een sessie bij Berger en leert dat zijn trieste observatie, dat zijn vrouw emotioneel totaal geïsoleerd is geraakt, terecht is. Als hij zijn vrouw hiermee confronteert, vertrekt Beth. Even lijkt het alsof ze haar emoties niet in bedwang heeft, maar al snel verbergt ze haar woede en verdriet weer achter een ijskoude façade. Conrad is aanvankelijk vertwijfeld als Beth is vertrokken. Hij verwijt zichzelf dat het zover gekomen is, maar Calvin zegt dat het allemaal voorkomt uit Beths onvermogen haar emoties te tonen. Beide mannen begrijpen dat ze op elkaar zijn aangewezen en dat de dood van Buck indirect heeft geleid tot een betere band tussen vader en zoon.

## Rolverdeling
| Acteur             | Personage      |
| ------------------ | -------------- |
| Mary Tyler Moore   | Beth Jarrett   |
| Donald Sutherland  | Calvin Jarrett |
| Timothy Hutton     | Conrad Jarrett |
| Judd Hirsch        | Dr. Berger     |
| Elizabeth McGovern | Jeannine Pratt |

## Achtergrond
Robert Redford besloot na een lange carrière als acteur plaats te nemen achter de camera en zijn regiedebuut te maken. Hij las verschillende boeken die hij voor een scenario wilde gebruiken en stuitte uiteindelijk op de roman Ordinary People uit 1976. Hij sprak met schrijfster Judith Guest over het boek en kocht de filmrechten van haar. Redford vond echter dat sommige personages uit het boek weinig ontwikkeling in hun karakter vertoonden. Hij vroeg aan scenarioschrijver Alvin Sargent om die karakterontwikkeling te verbeteren. Paramount, die de film zou distribueren, kende Redford als acteur, maar had nog weinig vertrouwen in diens regiecapaciteiten. Bovendien weigerde Redford zelf de hoofdrol te spelen. Redford kreeg daarom een relatief laag budget van zes miljoen dollar om de film te maken. Dat het wantrouwen van de studio misplaatst was blijkt wel uit het feit dat de film uiteindelijk 54 miljoen dollar opbracht in de bioscopen. 
Met het lage budget in gedachten filmde Redford op bestaande locaties, alleen de scène waarin het ongeluk van Buck met zijn zeilboot te zien is, werd in de studio opgenomen. Voor de rest filmde Redford voornamelijk in Lake Forest in de staat Illinois. Zo werden de scènes die in de school van Conrad spelen, opgenomen in Lake Forest High School. Alle interieuropnamen werden gemaakt in Fort Sheridan, Illinois.
De film lanceerde de carrière van Elizabeth McGovern die de rol van Jeannine speelde. Maar ook Mary Tyler Moore maakte met deze film furore. Het was haar eerste filmrol sinds 1969 en de eerste keer dat de actrice te zien was in een serieuze rol.

## Prijzen
De film kreeg een Oscar voor Beste film en Beste regie (Robert Redford), voor Beste mannelijke bijrol (Timothy Hutton), en voor het scenario (Alvin Sargent). Verder werd de film onderscheiden met een Golden Globe voor Beste film, Beste regie, Beste vrouwelijke hoofdrol (Mary Tyler Moore), en Beste mannelijke bijrol.